# Norbert Horrichem de Erp
Norbert Horrichem de Erp (1598-1661) est un prélat allemand, 35e abbé de Steinfeld.

## Biographie
Né en 1598 à Erp, sous le nom de Jean Horrichem, il étudie les arts libéraux à l'Université de Cologne, soutenu par les chanoines de l'abbaye de Steinfeld, qui l'ont repéré pour son talent. Après avoir son diplôme le 20 février 1617, il entre donc dans les ordres, et rejoint la fameuse abbaye de Steinfeld. Il y prend le nom de "Norbert", en référence à Norbert de Xanten, fondateur de l'ordre des Prémontrés dont dépend l'abbaye.
Durant son noviciat, il étudie la théologie pendant deux ans au séminaire de Cologne, puis est ordonné prêtre le 19 février 1622. Après être resté quelque temps à Cologne, où il travaille pour le séminaire, il est rappelé à l'abbaye de Steinfeld comme maître de conférences, en 1625. Élu abbé à l'unanimité en février 1630, il est ordonné le dimanche de la divine Miséricorde de la même année, à Cologne. Il se consacre dès lors à l'agrandissement de sa communauté, de surcroit après la fin de la guerre de Trente Ans, afin que l'abbaye s'épanouisse à nouveau. Il voyage souvent dans d'autres régions d'Allemagne, voire à l'étranger, afin de satisfaire les demandes de l'abbé général, ainsi que celles des autres abbés de son Ordre. Il étend alors sa réputation et son influence, jusqu'à être nommé vicaire général de l'Ordre des Prémontrés pour la Westphalie, ainsi que vicaire général de l'abbé général.
En 1648, il est nommé membre de la délégation religieuse pour négocier la paix de Westphalie, où il côtoie le futur pape, alors nonce apostolique, Alexandre VII. Lorsque ce dernier fut pape, il aurait alors proposé à Norbert Horrichem la fonction de cardinal, que celui-ci a refusé. Ceci est confirmé par une lettre retrouvée dans les affaires de l'abbé après sa mort.
Norbert Horrichem meurt finalement le 8 mai 1661, après 31 ans à la tête de l'abbaye de Steinfeld, où il est inhumé, dans la crypte de la basilique. Une rue d'Erp a été nommée d'après son nom.

## Source
- (de) Cet article est partiellement ou en totalité issu de l’article de Wikipédia en allemand intitulé « Johannes Horrichem » (voir la liste des auteurs).